# (192391) 1996 TQ2
1996 تي كيو 2 (ويعرف أيضًا باسم (192391) 1996 تي كيو 2 وفق تسمية الكوكب الصغير) (بالإنجليزية: 1996 TQ2)‏ هو كويكب ضمن حزام الكويكبات؛ وترتيبه 192391 من حيث الاكتشاف.
اكتُشف هذا الجُرم الفلكي بواسطة برنامج شميدت للكويكبات في بكين في 3 أكتوبر 1996.

## وصلات خارجية
- (192391) 1996 TQ2 في قاعدة بيانات مختبر الدفع النفاث لأجرام النظام الشمسي الصغيرة

- الاكتشاف · مخطط المدار ·  العناصر المدارية · المعلمات المادية

- (192391) 1996 TQ2 على موقع ويكي سكاي: DSS2, SDSS, GALEX, IRAS, Hydrogen α, X-Ray, Astrophoto, Sky Map, Articles and images